# Associação Psicanalítica da França
A Associação Psicanalítica da França (APF) é uma das grandes escolas de pensamento da psicanálise na França.

## História
A Sociedade psicanalítica  de Paris (S.P.P.), bem como seu sistema de ensino,L’Institut de Psychanalyse(O Instituto de Psicanálise), foi fundada em  1926.
Em 1953, uma cisão no âmago da  Sociedade Psicanalítica de Paris deu origem à Société Française de Psychanalyse (Sociedade Francesa de Psicanálise). Esta sociedade  cessou suas atividades em 1963 .
Em 1964: Uma nova cisão da  Sociedade Francesa de Psicanálise deu lugar a duas novas associações: "L’Association Psychanalytique de France" (Associação Psicanalítica de França) ou (A.P.F.) e a "Ecole Freudienne" (Escola Freudiana)  fundada  por  Jacques Lacan. ‘’Uma das correntes, que se tornou majoritária na  S.F.P. em novembro de  1963, tinha como membros principais  Daniel Lagache, Juliette e Georges Favez, Wladimir Granoff, Didier Anzieu, René Pujol e os cinco  ‘’peticionários’’ de julho de  1963 (Jean-Louis Lang, Jean Laplanche, Jean-Bertrand Pontalis, Victor Smirnoff et Daniel Widlöcher). Este grupo foi reconhecido pela "l’Association psychanalytique internationale" (A.P.I.) (Associação Psicanalítica Internacional) como  o  « French Study Group » . A nova associação  adotou uma posição  "centrista", entre as defendidas pela  SPP e  as práticas  heterodoxas de Jacques Lacan : (sessões encurtadas, primazia da linguagem, etc.)
Sobre este periodo, Elisabeth Roudinesco escreveu em sua Histoire de la psychanalyse en France: Dez anos se passaram entre a discórdia  de 1953 e as grandes manobras  de 1963 que conduziram   à divisão da Société française de psychanalyse e à criação  por Lacan e seus discípulos da  École freudienne de Paris. 
A  APF é reconhecida como membro   da International Psychoanalytical Association  (IPA).

## Influência

### Membros
O atual presidente é Laurence Kahn. Os dois vice-presidentes são: 
- Dominique Clerc, psicanalista
- François Villa, psicanalista e mestre  de conferências na  Universidade de Paris VII.

Antigos membros
- Daniel Lagache
- Didier Anzieu
- Victor Smirnoff
- Wladimir Granoff
- Jean-Louis Lang
- Marianne Lagache
- Pierre Fédida
- Juliette Favez-Boutonnier
- Georges Favez

Outros membros
- Jean Laplanche

- Daniel Widlöcher

- Jean-Bertrand Pontalis

- Robert Pujol

- Guy Rosolato

- Annie Anzieu

- François Gantheret

- Guy Darcourt

- Jean-Claude Lavie

- Aline Petitier

- Laurence Kahn

- Dominique Clerc

- Michel Gribinski

- André Beetschen

- Patrick Mérot

### Atividades
A APF tem como objetivos a formação de psicanalistas e pesquisas sobre a psicanálise. 